# 中央人民広播電台
中央人民広播電台（ちゅうおうじんみんこうはでんたい、簡体字：中央人民广播电台、英語：China National Radio、略称：“CNR”）は、中国大陸における国内向けのラジオ放送局である。国家新聞出版広電総局直属の国営放送組織で、略称は“央広”。日本のマスメディアでは「中央人民ラジオ」「中国中央人民放送」などとも呼ばれる。

## 沿革
- 1940年12月12日 - 延安新華広播電台（簡体字：延安新华广播电台）として開局。
- 1949年3月25日 - 北京に移転。
- 1949年12月5日 - 中央人民広播電台に改称。
- 1950年5月22日 - チベット語放送開始
- 1956年7月6日 - 朝鮮語放送開始
- 1960年12月5日 - 少数民族向け放送は一時的に廃止される。
- 1972年8月1日 - 朝鮮語放送再開。
- 1998年8月 - ホームページ開設
- 2004年4月 - ホームページ上でニュース配信開始
- 2000年8月 - 一部チャンネルのインターネット放送開始

## 放送チャンネル

### 放送のラジオチャンネル
- 中国の声 （中国全土向けニュースチャンネル、普通話）
- 経済の声 （中国全土向け経済チャンネル、普通話）
- 音楽の声 （英語:MusicRadio（ミュージックラジオ）、主にポップス、ロックなどの様々なジャンルの新曲とした中国全土向け音楽チャンネル、普通語）
- 経典音楽ラジオ放送 （英語:Golden Radio（ゴールデンラジオ）、主に懐かしい曲とクラシック音楽の中心とした北京市内向け音楽チャンネル、普通語）
- 台海の声 （台湾向けニュースチャンネル、普通話、旧・中華の声）
- 神州の声 （台湾向け芸能チャンネル、普通話・閩南語・客家語）
- 大湾区の声 （粤港澳大湾区向けチャンネル、広東語・潮州語・客家語、旧・華夏の声）
- 民族の声 （主として中国東北部と中国西北部の少数民族向けチャンネル、モンゴル語・朝鮮語）
- 文芸の声 （北京市内向けエンタメチャンネル、普通話）
- 老年の声 （北京市内の中高年層向けチャンネル、普通話、旧・オリンピックの声）
- チベット語放送 （チベット語地域向けチャンネル、チベット語）
- 閲読の声 （北京市内向けオーディオブックチャンネル、普通話、旧・娯楽ラジオ）
- ウイグル語放送 （ウイグル語地域向けチャンネル、ウイグル語）
- 香港の声 （香港向けチャンネル、普通話・広東語・潮州語・客家語）
- 中国交通放送 （交通情報チャンネル、普通語）
- 中国郷村の声 （農民向けチャンネル、普通語）
- カザフ語放送 （カザフ語地域向け放送、カザフ語）

### 放送のテレビチャンネル
- 央広健康
- 央広購物（テレビショッピング）

## 備考
- 日本でも中国之声や経済之声が、短波放送を通じて終日聴取可能。中波放送も夕方から早朝にかけて聴取可能。またスポラディックE層（Eスポ）発生時はFM放送も聴くことができる。公式サイトを通じて番組を聴くこともできる。
- 短波放送は、かなり多くのチャンネルで放送が行われており、たびたび他局との混信を引き起こしている。また、妨害電波として放送されているときもある。
- インターバルシグナル（IS）は、中華人民共和国の国歌をアレンジしたものが使用されており、火曜日日本時間朝5:30の数分前に放送される（中国之声）。
- 短波、中波、FMで放送を行っている。
- インターネットを通じてすべてのチャンネルを聴くことができる。